# Pinutxa Ginesu Maffei
Pinutxa Ginesu Maffei o Pinuccia Ginesu Maffei (l'Alguer, 23 de març de 1914 - Sàsser, 30 de novembre de 1961) fou una mestra d'escola i poetessa algueresa en llengua catalana i italiana.

## Biografia
Va néixer a l'Alguer el 23 de març de 1914, filla de Salvatore Ginesu di Milis i Angeletta Manga. L'any 1921, quan tenia 7 anys, la mort prematura del pare va obligar la mare a treballar la jornada completa al capdavant del bar familiar per poder mantenir els fills. El fet de ser òrfena i l'absència forçosa de la mare van contribuir a forjar-li un caràcter fort i independent i a la vegada tendre i protector vers el seu germà Paolo, dos anys més petit i anomenat familiarment "Carluccio", que va esdevenir tota la vida un dels seus grans puntals afectius.
El 1929, es traslladà a Sàsser per estudiar magisteri. La família afrontava greus penalitats econòmiques i només ella va poder iniciar estudis superiors, el retorn a casa quedava limitat a les festes de Nadal i Pasqua. La solitud i l'enyorança formaven part de la seva vida quotidiana i ja es poden apreciar en la temàtica dels seus primers relats i poesies

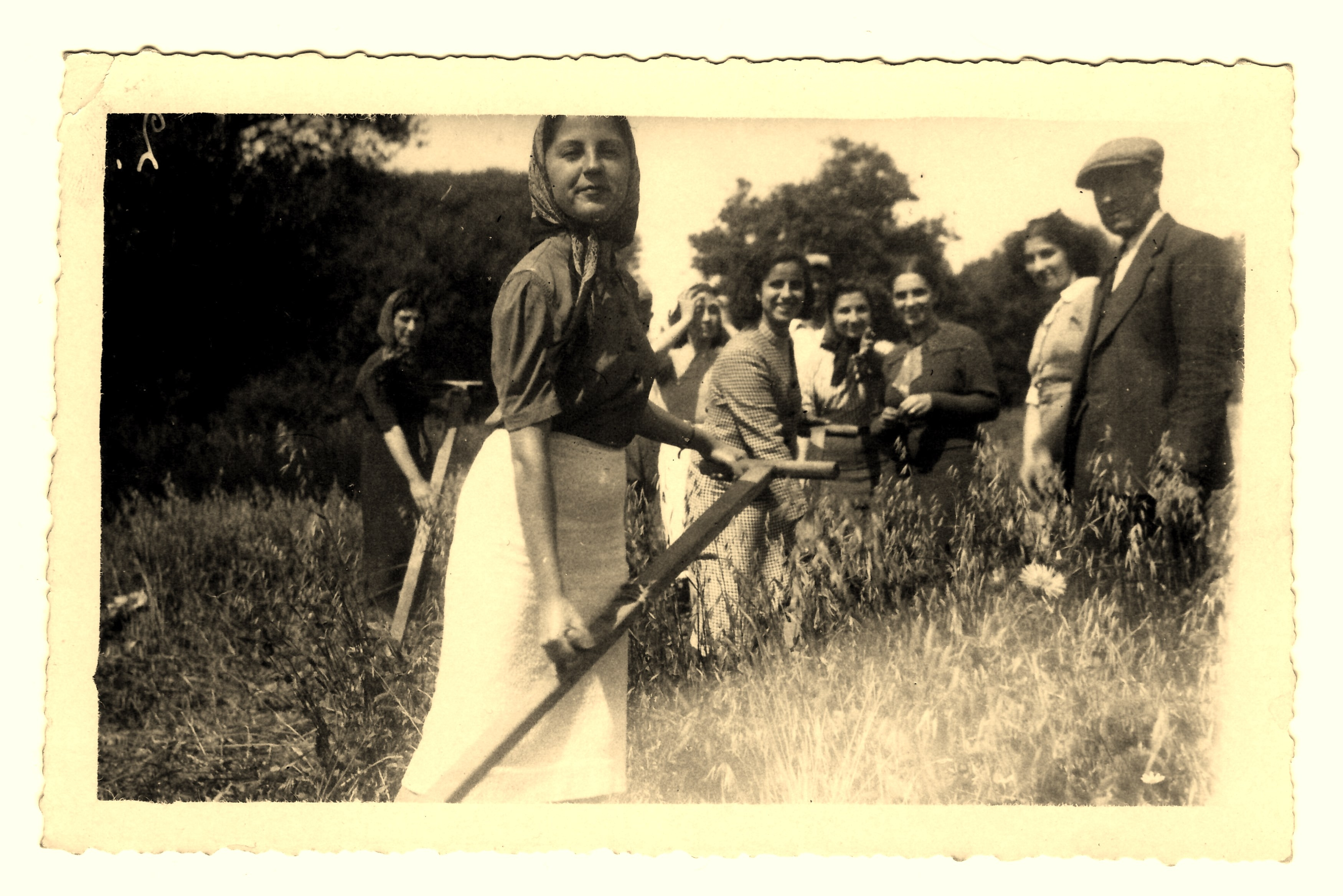
Pinuccia Ginesu Maffei a la festa del Blat 1935

El 1935 aconsegueix el títol de mestra, i torna a l'Alguer on troba la primera feina d'institutriu dels fills d'una família d'estiuejants procedents de Biella (Piemont), amb un sou de 450 lires al mes.
Durant els cursos següents, inicià un llarg periple de mestra suplent en nombroses escoles de la província de Sàsser, primer a Illorai, Vilanova Monteleone, i successivament a Arzachena, Berchidda, Ittiri, Uri, Esporlatu, Romana, Tula i Ozieri. En tots aquests llocs hi va residir durant llargs períodes a causa de la manca de comunicacions regulars amb l'Alguer, afrontant novament una dolorosa solitud que la portava a evocar los carrerons, la muralla, les torres, la marina, les barques... llocs i paisatges de l'Alguer, idealitzats per la nostàlgia del record. Fruit d'aquells anys van ser molts contes i poesies en italià i alguerès que publicava al diari Nuova Sardegna.
El 1939 es va casar amb Mario Maffei i van tenir cinc fills –Ivan, Arturo, Salvo, Mirko i Aldo–. i sempre va compaginar la vida de família nombrosa amb l'ensenyament i l'escriptura. Des del 1952 al 1961 col·laborà sense interrupció al diari Nuova Sardegna, en la columna Musa algueresa, també a Renaixença Nova (Sàsser) i Ressorgiment (Buenos Aires).
Fins a la seva mort, el 30 de novembre de 1961, a només 47 anys, va conrear la poesia i el relat. Algunes de les seves poesies com ara Boga... Bogamarí i Alguer, la tua marina van ser musicades per ella mateixa. També mantenia contactes i abundant correspondència amb poetes algueresos i catalans a l'exili : Angel Cao, Rafael Catardi, Pere Català i Roca, Fivaller Seras i Lleonart, Joan Rocamora Cuatrecases, i Salvador Ruju, que formaven el grup I giovani catalani di Buenos Aires que posteriorment s' anomenaria Obra Cultural Catalana.
L' any 1959, estant ja molt malalta, va guanyar el premi Centro di Studi Alguero en els Jocs Florals catalans a l'exili, celebrats a París amb la poesia L'Aigua. Va recollir el premi el poeta Rafael Catardi.
La seva obra ha estat publicada a les revistes Condal (Barcelona 1960), Alghero e la Catalogna de Pasqual Scanu (Cagliari,1962), Renaixença Nova (Sassari,1960), Les cinc branques, Poesia femenina catalana, (Barcelona,1975) Antologia di Claudio Calisai: "Sulle orme dei versi" Antologia di poeti algheresi dal 1720 ai nostri giorni, Antologia de la cançó algueresa, guitarres i mandolines de Ciro Fadda-Alguer 2009, La tercera illa: poesia catalana de L'Alguer (1945-2013), de Joan Elies Adell (Barcelona,2013), Lo carraronet, comèdia en alguerès en un sol acte de Anna Maria Ceccotti. Es poden trobar també algunes poesies, cançons i discs de 45 i 33 revolucions i algun CD de l'Ariston Records, cantats per Antonella Salvietti i recentment per Franca Masu. Pinuccia Ginesu Maffei ha estat un referent en el món intel·lectual alguerès.
El 2015 es publicà el llibre Poesie Algheresi, amb prefaci de Camila Pons, que conté diverses fotografies, reproduccions de pintures, poemes musicats, correspondència i un apèndix documental.
A partir del 2017 es convoca un concurs literari anual en honor i record de Pinuccia Ginesu reservat als escolars de l'Alguer.